# Гілфорд
Гілфорд (англ. Guildford) — місто в Південно-Східній Англії, адміністративний центр графства Суррей.

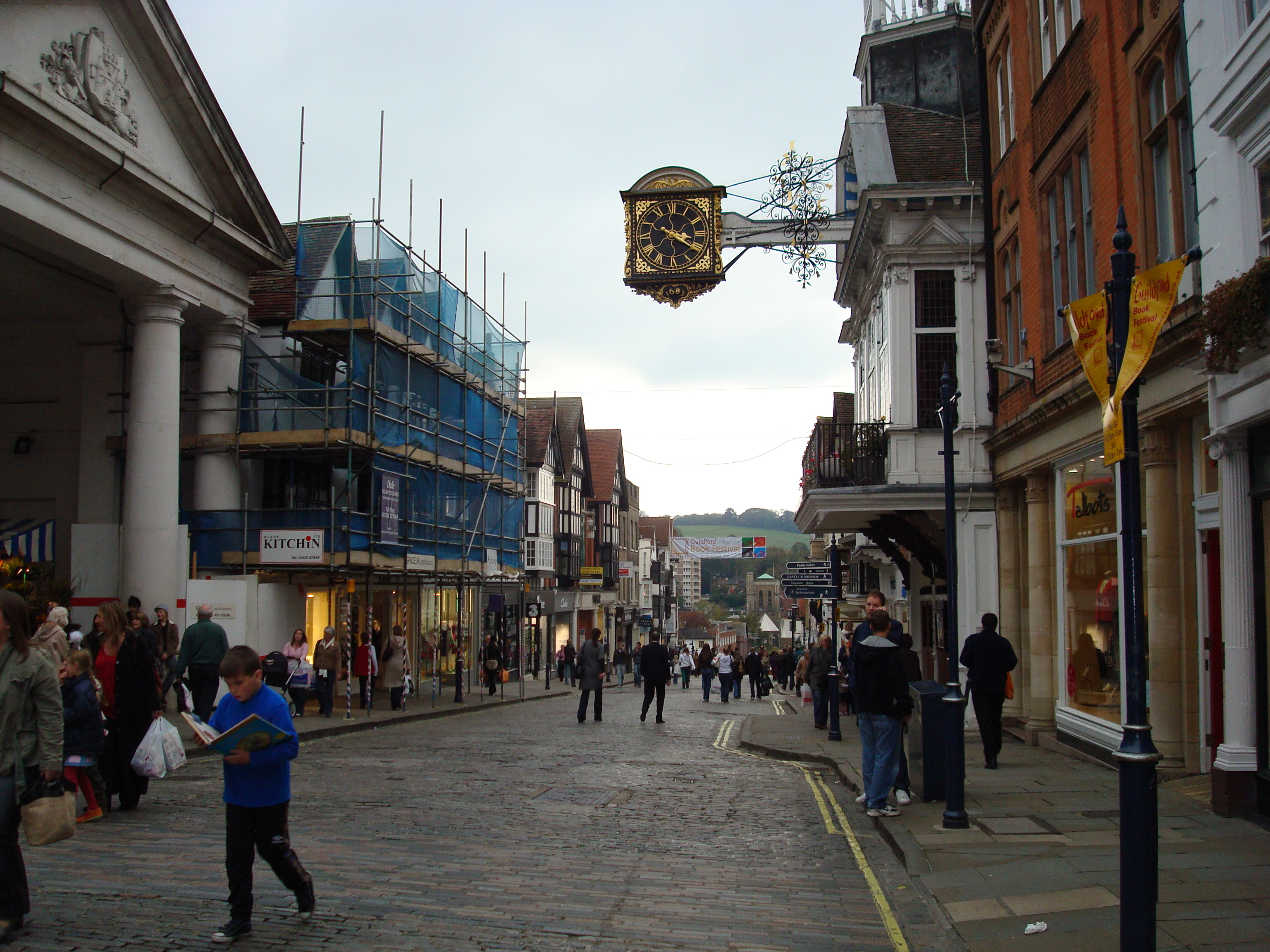
Хай-стріт у Гілфорді

Місто Гілфорд має населення 125 тис. мешканців. Місто розташоване за 43 км (27 миль) на північний захід від Лондона на шосе A3, що з'єднує столицю з Портсмутом.
Місто було заселено саксонськими поселенцями після того, як Стародавній Рим покинув Британію (після 410 року). Гілфорд став важливим містом і мав королівський монетний двір з 978 року.
Гілфорд знаходився на броді через річку Вей, звідки й походить друга частина його імені (англ. ford — брід).

## Економіка
Гілфорд є містом із квітучою економікою. Тут працюють відділення таких міжнародних корпорацій, як Allianz, Colgate-Palmolive, Electronic Arts, Ericsson, Mitsubishi, Philips та Vodafone. Компанії Bullfrog Productions (підрозділ Electronic Arts від 2004 року), Media Molecule, Lionhead Studios та Criterion допомогли місту стати відомим у виробництві відеоігор. У місті також розташовані автобудівні компанії Dennis Specialist Vehicles (пожежні автомобілі), Alexander Dennis (автобуси), Automotive Technic (військові машини), Surrey Satellite Technology, що виробляє супутники, знаходиться у Суррейському дослідницькому парку. Міжнародна нафтова та інженерна компанія The Linde Group працює у Гілфорді.

## Освіта
У Гілфорді розташовано кампус університету Суррея. У 1966 році у місто перемістився Технологічний коледж Баттерсі.

## Персоналії
- Барт Едвардс (1989) — британський актор